# Velká mešita an-Núrí
Velká mešita an-Núrí (arabsky: جامع النوري) byla mešita, nacházející se v západní části iráckého města Mosul, jež nesla jméno po bývalém místodržiteli, sultánu Núr ad-Dínovi. Mešita byla také vyobrazována na iráckých bankovkách.

## Historie

### Výstavba
Byla vystavěna v letech 1172–1173. Výška jejího jediného minaretu činila zhruba 45 metrů. Zprávy o jeho náklonu se tradují již od 14. století. Nakloněnému minaretu se tak přezdívalo al-Chadba, neboli Hrbáč. Na počátku 16. století opravili mešitu vladnoucí Safíovci.

### Islámský stát vMosulu a zničení mešity
V roce 2014 zde radikální teroristická organizace Islámský stát, zastoupená toho času Abú Bakrem al-Bagdádím, vyhlásila svůj chalífát. Dne 21. června 2017 byla tato symbolická mešita samozvaným Islámským státem vyhozena do povětří, když se bránil iráckým vojenským jednotkám, které právě vstupovaly do mosulského Starého města. Mešitu zamýšlel zbourat již v samotném roce 2014, neboť odporuje jeho výkladu islámu, ale místním se ji podařilo před stržením zachránit. Irácký premiér Hajdar Abádí ve svém následném prohlášení uvedl, že tímto činem tak byla stvrzena porážka této radikální organizace.